# Tord Andersson
Tord Göran Andersson, född den 11 mars 1942 i Malmö, död 23 september 2024, var en svensk före detta simhoppare som tävlade för Malmö Simsällskap. Han tog silvermedalj i svikthopp 3 meter och kom på fjortonde plats i höga hopp vid Europamästerskapen 1966, samt deltog vid OS 1968 där han kom på sjunde plats i svikthopp och på elfte plats i höga hopp. Därtill tog han brons i svikthopp vid Universiaden 1967. Andersson deltog även i EM 1970, där han kom på femte plats i tremeterssvikt och på åttonde plats i höga hopp.
Tord Andersson vann sammanlagt (inomhus-SM och utomhus-SM: i grenarna enmeterssvikt, tremeterssvikt och höga hopp) 25 simhoppsguld vid Svenska mästerskapen under sin karriär.
Tord Andersson tilldelades Skånes simförbunds guldmedalj 1965, 1966 och 1968 och Stora Grabbars märke 1967.